# NGC 365
NGC 365 es una galaxia espiral barrada de la constelación de Sculptor.
Fue descubierta el 25 de septiembre de 1834 por el astrónomo John Herschel.